# 扎皮爾利亞 (盧吉尼區)
51°7′56″N 28°5′16″E / 51.13222°N 28.08778°E
扎皮爾利亞（烏克蘭語：Запілля），是烏克蘭北部的村莊，隸屬日托米爾州的科羅斯滕區。該村處於維特卡河畔，始建於1908年，面積1.23平方公里，海拔高度182米，2001年人口386。